# Лейтон-Мідланд-роуд (станція)
51°34′09″ пн. ш. 0°00′26″ зх. д. / 51.5693° пн. ш. 0.0072° зх. д.
Лейтон-Мідланд-роуд (англ. Leyton Midland Road) — станція London Overground лінії Gospel Oak to Barking Line, розташована у районі Лейтон, боро Волтем-форест у 3-й тарифній зоні, за 14.8 км від станції Госпел-Оук В 2019 році пасажирообіг станції, склав 1.014 млн осіб

## Історія
- 9 липня 1894:	станцію відкрито як "Лейтон";
- 1 травня 1949: станцію перейменовано на "Лейтон-Мідланд-роуд";
- 6 травня 1968: припинення вантажного трафіку [3];

## Пересадки
- London Bus: 69, 97, W16 та N26[4]